# Rømer
De rømerschaal is een temperatuurschaal die in 1701 is ontwikkeld door de Deense astronoom Ole Christensen Rømer (1644-1710). Temperaturen worden op deze  schaal uitgedrukt in graden Rømer (afkorting: °Rø).
Het nulpunt van de rømerschaal stelde Rømer op de temperatuur van smeltend pekel. Voor de andere kant van de schaal gebruikte hij het kookpunt van water, dat hij stelde op 60 °Rø. Tussen deze twee waarden maakte hij een lineaire schaalverdeling door te interpoleren. Volgens deze schaal is het smeltpunt van ijs 7,5 °Rø.
Gabriel Fahrenheit vernam van het werk van Rømer en bezocht hem in 1708. Het idee van het nemen van twee vaste punten (kookpunt en smeltpunt van een bepaalde stof) nam hij over. Hij stelde zich tot doel de schaal te verbeteren en ontwikkelde zijn eigen schaal in 1724. Ook Celsius nam dit idee over voor zijn temperatuurschaal.

## Conversie tussen temperatuurschalen
De conversietabel geeft voor de verschillende temperatuurschalen de omrekenformules.